# Trains du nord du Québec

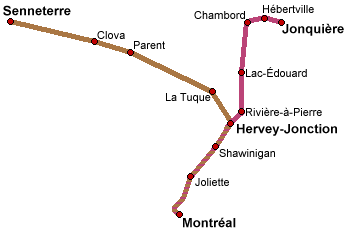
Principales gares des trains du nord du Québec. Trajet en pourpre: le Saguenay, en brun: lAbitibi.

Les trains du nord du Québec de Via Rail Canada, l'Abitibi et le Saguenay, desservent les deux régions que leurs noms désignent. Malgré le nom mentionné, ces 2 secteurs du Québec ne sont pas dans le nord mais bien dans le centre de la province.

## L'Abitibi
Le train Abitibi parcourt 717 km pour atteindre Senneterre. Train jumelé jusqu'à Hervey-Jonction, il bifurque ensuite en solo au nord-ouest vers la Haute-Mauricie et l'Abitibi.

## LeSaguenay
Le train Saguenay relie Montréal à Jonquière en suivant un trajet de 510 km. Il traverse l'île de Montréal pour suivre la vallée du Saint-Laurent, jusque dans Lanaudière, puis se dirige vers la Mauricie, la région de Portneuf, la Haute-Mauricie, le lac Saint-Jean jusqu'à Saguenay (ville).

## De Montréal à Hervey-Jonction
- Montréal
- Pointe-aux-Trembles
- Le Gardeur
- L'Assomption
- Joliette
- Shawinigan
- Grand-Mère
- Saint-Tite
- Hervey-Jonction

## De Hervey-Jonction à Senneterre
- Hervey-Jonction
- La Tuque
- Cressman et rivière Vermillon
- Rapide-Blanc
- Duplessis
- McTavish
- Windigo
- Weymontachie
- Casey
- Parent
- Oskélanéo river
- Clova
- Coquar
- Bourmont
- Senneterre

## De Hervey-Jonction à Jonquière
- Hervey-Jonction
- Rivière-à-Pierre
- Miquick
- Linton
- Pont Beaudet
- Club-Triton
- Lac-Édouard
- Summit
- Lac-Bouchette
- Chambord
- Hébertville
- Jonquière